# La Chapelle-Saint-Sauveur (Saône-et-Loire)
La Chapelle-Saint-Sauveur is een gemeente in het Franse departement Saône-et-Loire (regio Bourgogne-Franche-Comté) en telt 686 inwoners (2005). De plaats maakt deel uit van het arrondissement Louhans.

## Geografie
De oppervlakte van La Chapelle-Saint-Sauveur bedraagt 27,6 km², de bevolkingsdichtheid is 24,9 inwoners per km².
De onderstaande kaart toont de ligging van La Chapelle-Saint-Sauveur (Saône-et-Loire) met de belangrijkste infrastructuur en aangrenzende gemeenten.

## Demografie
Onderstaande figuur toont het verloop van het inwonertal (bron: INSEE-tellingen).